# Арсенал (конструкторское бюро)
Акционерное общество «Конструкторское бюро „Арсенал“ имени М. В. Фрунзе» — конструкторское бюро, образованное 21 ноября 1949 года на базе конструкторских отделов завода «Арсенал» и подразделений Морского артиллерийского центрального конструкторского бюро, как головное предприятие оборонной промышленности.
Ведёт свою историю с основанных Петром I в 1711 году «Пушечных литейных мастерских».
Сегодня КБ «Арсенал» входит в число ведущих разработчиков и изготовителей космической техники, корабельных артиллерийских и пусковых установок. Входит в госкорпорацию «Роскосмос», является её дочерним предприятием.

## Названия
Сокращённо называется АО «КБ „Арсенал“». До 1 февраля 2017 года называлось ФГУП «КБ „Арсенал“ имени М. В. Фрунзе». В период СССР называлось «ЦКБ-7».

## Разработки
В 1949 году по решению Совета Министров СССР от 21.11.1949 года № 5316-2040 для создания корабельной автоматической артиллерии нового поколения на базе конструкторских отделов завода «Арсенал» (тогда — завод № 7) и подразделений Морского артиллерийского центрального конструкторского бюро образовано конструкторское бюро «Арсенал» (ЦКБ-7).
Уже в 1951 году первая АУ СМ-24-ЗИФ успешно прошла огневые испытания, а в 1953 году была принята на вооружение. За десять с небольшим лет КБ был создан ряд корабельных зенитных АУ: 45 мм одноствольная высокоскорострельная СМ-21-ЗИФ; четырёхорудийные палубные АУ открытого типа СМ-20-ЗИФ (калибр 45 мм) и ЗИФ-75 (калибр −57 мм); башенные двухорудийные АУ АК-725 (калибр — 57 мм) и АК-726 (калибр — 76,2 мм) для стрельбы по воздушным, морским и береговым целям и другие установки.
Во второй половине 1960-х годов, когда ВМФ потребовались 100 мм и 130 мм полностью механизированные башенные АУ со скорострельностью 40-60 выстрелов в минуту (что почти в 4 раза превышало скорострельность ранее существующих АУ данного калибра), КБ «Арсенал» начало разработку новых АУ. В результате были созданы и сданы на вооружение одноорудийная АК-100 (1978 год), двухорудийная АК-130 (1985 год). Созданные на «Арсенале» АК-725 и АК-726; АК-100 и АК-130 по настоящее время не сняты с вооружения ВМФ России, ими оснащены практически все корабли отечественного флота. АУ АК-130 установлены на российских крейсерах «Москва», «Маршал Устинов», «Пётр Великий». АУ поставлялись и находятся на вооружении ряда зарубежных стран: Китая, Индии, Сирии, Алжира, Кубы и др. стран. Кроме этого, в 1960—1970-х гг. КБ «Арсенал» были разработаны корабельные ракетные пусковые установки палубного типа ЗИФ-101 и ЗИФ-102 (зенитный ракетный комплекс — ЗРК «Волна»), ЗИФ-122 (ЗРК «ОСА-М»), а также комплексы для постановки ложных целей: ПК-16, ПК-2М (ЗИФ-121), которые также неоднократно поставлялись на экспорт. Разработка ЗРК «ОСА-М» была отмечена Государственной премией.
В целом заводом и КБ «Арсенал» было создано более 20 видов автоматизированных артиллерийских установок калибра от 45 до 130 мм, а также ряд корабельных пусковых ракетных установок различного назначения.
В конце 1950-х годов на «Арсенале» были начаты работы по созданию комплекса ракетного оружия с твердотопливными баллистическими ракетами. Под руководством С. П. Королёва (ОКБ-1) проводились работы по созданию ракеты 8К98, в которой «Арсенал» принял участие в разработке двигательной установки второй ступени. Отдельно «Арсеналом» проводились работы по созданию подвижного ракетного комплекса 15П696 с ракетой 8К96. Позднее по отдельному постановлению Правительства под руководством главного конструктора П. А. Тюрина был создан модернизированный ракетный комплекс 15П098П с твердотопливной ракетой 8К98П, отличающейся от 8К98 боевым оснащением, наличием системы преодоления противоракетной обороны противника с новыми двигательными установками всех ступеней и новой системой управления. По завершении этих работ «Арсенал» вышел с предложением по разработке комплекса ракетного оружия с твердотопливными ракетами для вооружения атомных подводных крейсеров. Работа закончилась созданием и передачей в эксплуатацию ВМФ комплекса Д-11 с твердотопливной баллистической ракетой, что утвердило твердотопливные БР как новый вид вооружения ВМФ.
После 1980 года в связи с переходом к деятельности по созданию космических аппаратов, КБ «Арсенал» прекратило разработку новых БРК.
С 1969 года «Арсенал» начал заниматься созданием космической техники. В начале 1960-х годов руководством страны перед наукой и промышленностью была поставлена принципиально новая задача создания первой в мире всепогодной космической системы наблюдения за акваторией Мирового океана и выдачи целеуказания по надводным объектам с передачей данных непосредственно на носители ракетного оружия или наземные пункты. «Арсенал», занятый в это время созданием артиллерийских и ракетных комплексов, не сразу подключился к новой тематике. Однако уже в 1969 году на «Арсенал» была передана частично разработанная НПОМаш (г. Реутово) конструкторская документация на космический комплекс и поручена разработка конструкторской документации непосредственно на сам космический аппарат. В сжатые сроки его специалистам удалось обеспечить выпуск конструкторской документации на космический аппарат, провести реконструкцию и дооснащение производственных мощностей для выпуска совершенно новой для завода тематики.
В систему МКРЦ вошли космические аппараты (КА) двух типов: радиотехнической разведки «УС-П» с солнечной энергоустановкой и радиолокационной разведки «УС-А» с ядерной энергоустановкой (ЯЭУ). Лётно-конструкторские испытания КА «УС-А» начались в 1973 году, КА «УС-П» — в 1974 году, приняты в эксплуатацию в 1975 и в 1978 годах соответственно. В 1978 году космическая система была поставлена на вооружение уже в полном объёме. Успешные результаты работ, выполненных коллективом «Арсенала», послужили основой для принятия Правительством решения о закреплении за предприятием статуса головного предприятия по созданию космических комплексов наблюдения. Космическое направление стало для КБ «Арсенал» основным.
Одновременно с созданием и выпуском собственных космических аппаратов «Арсенал» был подключён к программе создания космических аппаратов фотонаблюдения, основным разработчиком которых является ГНП РКЦ «ЦСКБ-Прогресс». Серийное производство этих КА было организовано на заводе «Арсенал» в начале 1980-х годов.
В рамках проекта «Энергия — Буран» на «Арсенале» была разработана принципиально новая конструкция гидравлических рулевых приводов (РП) с цифровым управлением для поворота камер двигателя РД-170 ракеты-носителя (РН) «Энергия». В развитие этой работы позднее «Арсеналом» были созданы рулевые приводы, которые в настоящее время используются в составе ЖРД РД-180 на РН «Atlas 5» (США).
В 1980-х годах КБ «Арсенал» вело работы по отработке и эксплуатации КА с ядерными энергетическими установками (ЯЭУ). В 1987 году были проведены успешные лётно-конструкторские испытания двух экспериментальных КА «Плазма-А» («Космос-1818» и «Космос-1867») с новой мощной ЯЭУ «Топаз» (разработки НПО «Красная Звезда»).
В 1990-х годах КБ «Арсенал» приняло участие в космическом эксперименте по исследованию всплесков космического гамма-излучения с помощью научной аппаратуры, созданной ФТИ имени А. Ф. Иоффе. Эксперимент проводился в рамках совместной с США космической программы «Винд-Koнyc» на двух КА «Космос-2326» и «Космос-2367» в период 1995—2000 гг., и на третьем КА «Космос-2421», запущенном в 2006 году. Кроме этого, на «Арсенале» было разработано и изготовлено специальное технологическое оборудование для работ с разгонным блоком РН «Зенит-3SL» (по проекту «Морской старт»).
С 2000 года КБ «Арсенал» ведёт работы по созданию космических средств нового поколения, предназначенных для дистанционного зондирования Земли и исследования физики распространения электромагнитных волн в околоземном пространстве, а также продолжает работы по созданию корабельных артиллерийских установок нового поколения.
Является головным исполнителем (на стадии аванпроекта) космического комплекса Нуклон.

## Руководство
- Антонов, Николай Петрович, начальник и главный конструктор ЦКБ-7 (1949—1952).
- Лендер Владимир Францевич, временно исполняющий обязанности начальника ЦКБ-7 (1952—1953).
- Тюрин, Пётр Александрович, начальник и главный конструктор ЦКБ-7 (1953—1958), зам. начальника — главный конструктор ЦКБ-7 (1958—1971).
- Семёнов Вячеслав Николаевич, начальник ЦКБ-7 — директор опытного завода № 7 имени М. В. Фрунзе (1958—1967).
- Иванов, Евгений Константинович, начальник КБ «Арсенал», директор машиностроительного завода «Арсенал» имени М. В. Фрунзе (1967—1976).
- Арефьев Алексей Иванович, начальник КБ «Арсенал» (1976—1980).
- Борошнев Игорь Николаевич, начальник КБ «Арсенал» (1980—1983).
- Валов Юрий Фёдорович, начальник — главный конструктор КБ «Арсенал» (1983—1995).
- Полетаев Борис Иванович, начальник — главный конструктор ФГУП КБ «Арсенал» (1995—1997), генеральный директор — генеральный конструктор ФГУП КБ «Арсенал» (1997—2009).
- Сапего Михаил Кимович, генеральный директор — генеральный конструктор ФГУП КБ «Арсенал» (с 2009), генеральный директор ФГУП "КБ «Арсенал» (2012—2013).
- Романов Андрей Васильевич, генеральный директор ФГУП КБ «Арсенал» (2013—2014).
- Ковалёв Александр Павлович, генеральный директор ФГУП КБ «Арсенал» (с 27 августа 2015 года).
- Мильковский Александр Григорьевич, генеральный директор АО КБ «Арсенал» (с 1 февраля 2017 года) (и. о. генерального директора ФГУП КБ «Арсенал» (01.06.2016—01.02.2017)).

## История
Федеральное государственное унитарное предприятие «Конструкторское бюро „Арсенал“ имени М. В. Фрунзе» (ФГУП "КБ «Арсенал») ведёт свою историю с основанных Петром I в 1711 году «пушечных литейных мастерских», где проектировались и изготавливались первые российские пушки для вооружения армии и флота. 15 октября 2011 года Санкт-Петербургский «Арсенал» отметил 300-летие со дня основания.
Конструкторское бюро «Арсенал» (изначально — ЦКБ-7) образовано 21 ноября 1949 года на базе конструкторских отделов завода «Арсенал» и подразделений Морского артиллерийского центрального конструкторского бюро как головное предприятие оборонной промышленности. За прошедшее время в КБ «Арсенал» были развёрнуты работы по созданию сложнейших систем и изделий оборонной техники.
В настоящее время ФГУП "КБ «Арсенал» входит в число ведущих разработчиков и изготовителей космической техники, корабельных артиллерийских и пусковых установок и находится в ведении Федерального космического агентства России (Роскосмос).
ФГУП "КБ «Арсенал» возглавляется генеральным директором.
Основными направлениями деятельности конструкторского бюро являются:
— создание космических комплексов и космических аппаратов различного назначения;
— создание корабельных автоматических артиллерийских и пусковых ракетных установок.
Для расширения международного сотрудничества в космической деятельности по инициативе ФГУП "КБ «Арсенал» при поддержке Комитета экономического развития, промышленной политики и торговли Администрации Санкт-Петербурга в июне 2002 г. было образовано Некоммерческое партнёрство «Северо-Европейский космический консорциум» (НП СЕКК).
1 февраля 2017 года состоялась государственная регистрация акционерного общества «Конструкторское бюро „Арсенал“ имени М.В. Фрунзе» (АО «КБ „Арсенал“ имени М.В. Фрунзе»). Компания создана путём преобразования ФГУП «Конструкторское бюро „Арсенал“ имени М.В. Фрунзе» в акционерное общество и является правопреемником ФГУП "КБ «Арсенал» по всем его обязательствам.
Генеральным директором назначен Мильковский Александр Григорьевич.

## Санкции
20 июля 2023 года, на фоне вторжения России на Украину, КБ «Арсенал» попало в блокирующий санкционный список США против «организаций которые напрямую поддерживают войну России против Украины». 19 октября 2022 года бюро попало в санкционный список Украины из-за работ по созданию корабельных артиллерийских и пусковых ракетных установок, которые использовались во время вторжения на Украину. 21 февраля 2024 года бюро включено в санкционный список Канады против организаций связанных с военно-промышленным комплексом.